# Arappaloosa
Arappaloosa är en hästras som utvecklats i USA och är egentligen en korsning mellan Arabiskt fullblod och Appaloosa. Även om begreppet Arappaloosa är relativt nytt i vår del av världen så har rasen funnits sedan 1940-talet . Resultatet har blivit en ras med Appaloosans lugn och prickiga färg med arabens elegans och uthållighet. 

## Historia
Arappaloosan har, trots att den är ovanlig utanför USA, funnits sedan 1940-talet och startades av Nez Perceindianerna. Prickiga arabhästar har dock funnits i alla tider och konstföremål från Mellanöstern och gamla Egypten visar att många araber var prickiga eller skäckfärgade även om det idag inte är godkända färger hos arabhästarna, men de existerar. Dessa araber kan dock inte registreras i Föreningar eller register för arabhästar. Den upptäcktsresande hästkännaren Meriwether Lewis besökte indianerna i nordvästra USA när han kom i kontakt med den prickiga men mycket mer eleganta Appaloosan för första gången. År 1806 skrev han om indianernas Appaloosa i sin journal och beskrev dem som aktiva och eleganta. 
1938 startades en av många föreningar för Appaloosan som kallades Appaloosa Horse Club och grundaren Claude Thompson hade även han besökt indianerna som ung och ville skapa samma eleganta hästar. Claude visste på en gång att arabiska fullblod skulle blandas in i Appaloosan för att få fram ädlare hästar och han köpte ett stort antal araber till sin gård där han startade ett avelsprogram med sina Appaloosahästar. Då Appaloosahästarna redan tilläts att korsas med araber enligt Appaloosaföreningen så innehåll många av hans Appaloosahästar redan arabiskt blod för att inflytandet skulle framträda starkare. Flera uppfödare följde efter hans exempel då Amerikanska Appaloosaförbundet uppmuntrade uppfödarna att bevara Appaloosan och förbättra den genom att avla ut dem med araber. 
Arappaloosa har egentligen bara varit en benämning på korsningen men i USA har den fått rasstatus och avlas ganska friskt. Den har inte fått status som hästras i Europa än.

## Egenskaper
Rasen karaktäriseras av att den har kropp och utseende som en arab men med Appaloosans tigrerade färg. Rasen används mest inom showridning och westernridning men man tävlar ändå mycket med rasen i hoppning och dressyr. Hästarna som har ärvt sina båda grundrasers uthållighet används även inom rancharbete och till distansritt.